# Túnel de Belchen
O túnel de Belchen é um túnel no norte da Suíça que incorpora um trecho da autoestrada A2, que liga Basileia a Chiasso. O seu traçado tem 3,2 km e foi construído em meados da década de 1960. Foi completamente renovado em 2003.
Existem relatos não fundamentados de assombrações por parte da "Mulher Branca de Belchen", que se encontraria a pedir boleia. Ao ser oferecida boleia, a mulher entraria no carro da vítima e desapareceria durante a sua travessia.